# Guajará-Mirim
Guajará-Mirim är en kommun i Brasilien.   Den ligger i delstaten Rondônia, i den västra delen av landet, 1 900 km väster om huvudstaden Brasília. Antalet invånare är 41 646. Arean är 24 856 kvadratkilometer.
Terrängen i Guajará-Mirim är platt åt sydväst, men åt nordost är den kuperad.
Följande samhällen finns i Guajará-Mirim:
- Guajará Mirim

I omgivningarna runt Guajará-Mirim växer i huvudsak städsegrön lövskog. Trakten runt Guajará-Mirim är nära nog obefolkad, med mindre än två invånare per kvadratkilometer.